# インターアイランド・エアウェイズ
インターアイランド・エアウェイズ（英語: Inter Island Airways）は、アメリカ領サモアのパゴパゴ国際空港をハブ空港としたコミューター航空会社である。パゴパゴ国際空港を拠点にアメリカ領サモア各地の空港やサモア独立国の首都アピアまで国際線を運航している。

## 概要
インターアイランド・エアウェイズは1993年8月に設立され、1995年9月にパゴパゴ国際空港から、オフ島とタウ島に向けて旅客及び貨物の取扱いを開始した。設立当初の機材は9人乗りのエアロ・コマンダーのみであったが、1998年4月には新たに19人乗りのドルニエ 228を導入した。
2003年9月にはサモア航空が経営難に陥って運航を休止したため、同年の11月にインターアイランド・エアウェイズが旧サモア航空の路線を継承し、2005年6月には初の国際線として、パゴパゴ国際空港からサモア独立国のファレオロ国際空港への定期路線を開設した。
これと前後して、2005年2月にブリテン・ノーマン アイランダーBN2B-26、2006年12月にドルニエ 228-212を導入したインターアイランド・エアウェイズは、2011年に導入した30人乗りのドルニエ 328を活用して、国際線の拡充を図る予定である。当初の予定では2011年末までにトンガ、ニウエ、フィジー、ウォリス・フツナ方面に路線を開設する予定であったが、（2012年3月）現在、これらの路線はまだ開設されていない。

## 就航都市

### 定期便
- アメリカ領サモア
  - トゥトゥイラ島（パゴパゴ国際空港）
  - オフ島（オフ空港（英語版））
  - タウ島（タウ空港（英語版））
- サモア
  - ウポル島アピア（ファレオロ国際空港）

### 就航予定
- トンガ
  - トンガタプ島ヌクアロファ（ファアモツ国際空港）
  - ヴァヴァウ諸島（ヴァヴァウ国際空港）
- ニウエ
  - ニウエ島アロフィ（ニウエ国際空港）
- フィジー
  - ビティレブ島スバ（ナウソリ国際空港）